# Viișoara, Bihor
Viișoara là một xã thuộc hạt Bihor, România. Dân số thời điểm năm 2002 là 1370 người.